# Котен, Стив
Стив Котен (англ. Steve Cauthen; род. 1 мая 1960 года) — американский жокей, самый молодой обладатель Тройной короны.

## Карьера
Стив Котен родился 1 мая 1960 года в Ковингтоне, штат Кентукки в семье Текса и Майры Котен. Его отец был скаковым тренером. Стив рос на ферме в Уолтоне и с детства был знаком с лошадьми, постигая науку обращения с ними с самых основ: чистки и ухода за стойлами. В возрасте 12 лет Стив был самым маленьким в классе, на голову отставая от остальных, и это дало ему мечту стать жокеем. В 16 лет, при помощи отца, он получил жокейскую лицензию и 12 мая 1976 года впервые участвовал в скачке, заняв последнее место в Черчилл-Даунс. Меньше недели спустя он одержал первую победу на скачке в Ривер-Даунс, штат Огайо, выступая на мерине по кличке Red Pipe.
Мастерство Стива Котена росло стремительно. Всего через два месяца он одержал уже 120 побед. На скачках в Чикаго он стал вторым в общем зачёте на ипподромах Хоуторн и Арлингкто-Парк. В 1977 году Котен захватил национальное лидерство с 487 победами, а также стал первым в истории жокеем, сумевшим заработать за сезон более 6 млн долларов. Благодаря этому факту Котен попал на обложку журнала Sports Illustrated, одновременно завоевав титул «Спортсмена года», а среди поклонников получил прозвища «The Six Million Dollar Man» (рус. Человек на шесть миллионов долларов) и «Stevie Wonder» (с англ. — «Чудесный Стиви», сходно с именем музыканта Стиви Вандера). Индустрия скачек присудила ему Eclipse Awards одновременно как начинающему, так и выдающемуся жокею.
Именно во время этого головокружительного взлёта Стив Котен нашёл коня, который помог ему вписать своё имя в историю. Это был гнедой жеребец-двухлетка Афермд (англ. Affirmed) из Harbor View Farm Stable, принадлежавший Лу и Патрисии Вулфсон. Под руководством Лаза Баррера новая команда выиграла Стэнфордские скачки, но только во вторых соревнованиях Котен понял, что скачет на лучшей лошади из всех, что у него были. Параллельно заголовки газет сообщали о сильном жеребце Алидаре из Calumet Farm, которому предстояло стать главным соперником Афермда.
Афермд и Котен, готовять к Кентукскому дерби, побеждали на западе: им покорились Сан-Фелипе и Санта-Анита. Алидар в это время штурмовал восточные ипподромы, став победителем дерби Флориды и скачек Блюграсс. Их главные схватки должны были состояться в сезоне 1978 года в борьбе за Тройную корону и другие легендарные призы, в которых Алидар с каждым разом всё ближе подбирался к приходившему первым Афермду, ведомому Котеном.
Билл Котен одержал первую победу в Кентукском дерби, на корпус обойдя Алидара. В Прикнессе разрыв составил всего шею. В третьей главной скачке сезона, Белмонт, команда Алидара собиралась взять реванш, и Котен это понимал. Во время скачек Хорхе Веласкес, скакавший на Алидаре, плотно прижимал Афермда, и Котену практически не оставалось возможностей подстёгивать своего коня. Но на финише Котен и Аффермд сумели обойти соперника, хотя разрыв составил всего 4 дюйма. Стив Котен стал самым молодым в истории обладателем Тройной короны и до настоящего времени — последним жокеем, которому удалось завоевать этот престижный трофей. Но в 2015 году взять Тройную корону удалось Виктору Эспинозе на American Pharoah (Американский Фараон).
К концу 1970-х, перенеся травму колена и испытывая из-за возрастных изменений трудности с поддержанием низкого веса, Стив Котен начал показывать худшие результаты. Он решил выступать в Европе, где требования к весу жокеев были менее строгими. Здесь он пережил второй пик карьеры, в течение трёх лет оставаясь лучшим жокеем Англии. Первую европейскую победу Котен одержал 7 апреля 1979 года на скачках в Сэйлсбери. В середине 1980-х Котен стал победителем всех главных турниров и одновременно первенствовал в Эпсомском, Французском, Ирландском и Итальянском дерби.
Карьера Стива Котена закончилась в 1993 году с женитьбой. В 1994 году он был включён в Зал славы скачек. В настоящее время Котен владеет коневодческим предприятием на севере Кентукки, где разводит лошадей породы чистокровная верховая.

## Личная жизнь
У Стива Котена есть братья Дуг и Керри.
Свадьба Стива Котена состоялась в 1992 году. В браке с Эми Котен родились три дочери: Кейтлин, Карли и Келси.

## Спортивные достижения
Стив Котен выиграл 2 794 скачки из 14 630. Наиболее значимые победы:
- Тройная корона США (1978):
  - Кентукское дерби
  - Прикнесс
  - Белмонт
- Affectionately Handicap (1977)
- Busanda Stakes (1977)
- Excelsior Breeders’ Cup Handicap (1977)
- United Nations Handicap (1978)
- 2000 гиней[п 1] (1979)
- 1000 гиней (1980)
- Grand Prix de Saint-Cloud (1983, 1984, 1985, 1986)
- Grosser Preis von Baden (1983, 1985)
- Middle Park Stakes (1983, 1987, 1989, 1992)
- Gran Premio del Jockey Club (1984)
- Ascot Gold Cup (1984, 1987)
- Эпсомское дерби[п 1] (1985, 1987)
- Epsom Oaks (1985, 1988, 1989)
- Сент-Леджер[п 1] (1985, 1987, 1989)
- King George VI, Queen Elizabeth Stakes (1987)
- Grand Prix de Paris (1987, 1990)
- Irish Oaks (1988, 1991)
- Prix du Jockey Club (1989)
- Irish Derby (1989)
- Derby Italiano (1991)

1. 1 2 3  Входит в Английскую тройную корону

## Награды
- United States Champion Jockey (1977)
- Eclipse Award for Outstanding Apprentice Jockey (1977)
- Eclipse Award for Outstanding Jockey (1977)
- Eclipse Award of Merit (1977)
- George Woolf Memorial Jockey Award (1984)
- British Champion Jockey (1984, 1985, 1987)
- Associated Press Athlete of the Year (1977)
- Sports Illustrated — Sportsman of the Year (1978)
- National Museum Racing Hall of Fame (1994)